# 헬륨
헬륨(영어: Helium 힐리엄[*], 문화어: 헬리움 독일어: Helium 헬리움[*])은 화학 원소로, He(라틴어: Helium 헬리움[*])이고 원자번호는 2이다. 질량수가 3인 3He과 4인 4He이 있다. 헬륨은 화학 원소 중 끓는점이 가장 낮으며, 상압에서는 영점에너지로 인하여 절대영도에서도 액체로 존재할 수 있는 유일한 원소다. 단, 액체 헬륨의 동위원소는 일정한 온도 및 압력 하에서 고체로 존재할 수 있다. 기체, 액체, 고체가 공존하는 3중점이 없는 유일한 원소이다.
헬륨은 1868년 프랑스 천문학자 피에르 장센이 발견하였다. 그는 1868년 8월 18일 일식의 관측에서 특정 대역의 노란 빛, 즉 587.6 나노미터 부분에 새로운 선이 존재하는 것을 알아내고 헬륨의 존재를 밝혔다. 헬륨이라는 말은 그리스어로 태양을 뜻하는 말 헬리오스(Helios)에서 유래하였다.
수소 다음으로 가벼운 원소이며, 다른 원소와 잘 반응을 하지 않기 때문에, 지구상에서는 거의 존재하지 않는다. 현재 지구상의 헬륨은 대부분은 방사성 원소의 핵붕괴로 생성된 알파 입자가 천연 가스에 포획된 상태로 있다가 발굴된다. 1903년, 미국의 천연 가스전에서 다량의 헬륨이 발굴되었다.
그러나 헬륨은 우주에서 수소 다음으로 두 번째로 흔한 원소로서, 은하계 전체 원소의 24%를 차지한다. 태양과 가스 행성(목성, 토성, 천왕성, 해왕성) 들도 수소와 헬륨이 전체의 대부분을 차지하고 있다. 그 외에 항성이 주계열성으로 빛나면서 중심부에서 일어나는 수소 핵융합 반응으로도 일부 생성된다.

## 알려진 특성

^{4}He의 원자 구조

### 비활성 기체
헬륨은 가장 반응성이 적은 비활성 기체이다. 그뿐만 아니라 알려진 모든 화학 원소 중에서 가장 반응성이 적다. 거의 모든 조건에서 헬륨은 단원자 분자로 존재하며 반응하지 않는다.

### 상 변화
헬륨은 매우 높은 압력하에서 고체나 액체의 상태가 될 따라 30% 정도 부피가 감소될 수 있다. 5×107 Pa의 압력에서 헬륨의 용적율은 물의 50배에 달한다. 압력 1기압에서 헬륨은 절대 영도에 도달하여도 고체가 되지 않고 액체 상태를 유지한다. 이는 양자 역학으로 설명되는데, 즉 헬륨의 영점 에너지가 너무 높아 절대 영도에 이르러도 분자 운동이 활발히 유지되기 때문이다. 헬륨을 고체 상태로 유지하기 위해서는 1~1.5 K(약 −272 °C)에서 약 2.5 MPa의 압력을 가해야 한다. 헬륨의 고체 상태와 액체 상태는 굴절률이 같아 분간이 매우 어렵다. 헬륨은 1기압의 압력에서 약 2.3K에서 초유체로 상변이한다. 고압에서 만들어지는 고체 헬륨도 초유체와 비슷한 현상이 발견되었다.

### 액체 헬륨[7]
저온의 액체 헬륨에는 이상한 성질이 많다. 그중 여러가지가 헬륨이 원자가 보즈 입자라는 사실 때문에 일어난다. 한 가지는 액체 헬륨이 점성 저항(viscous resistance) 없이 흐른다는 사실이다. 그것은 속도가 작은 경우의 '마른 물(dry water)'의 이상적인 예이다. 그 이유는 다음과 같다.
액체가 점성을 가지려면 내부 에너지의 손실이 있어야 한다. 즉 액체의 한 부분이 나머지와는 다른 운동을 할 방법이 있어야 하는 것이다. 그것은 원자 몇 개를 나머지 원자들과는 다른 상태로 때려서 보낼 수 있다는 뜻이다. 하지만 충분히 낮은 온도에서는 열운동이 아주 작아지고 모든 원자는 같은 상태로 가려 한다. 몇 개의 원자가 움직이고 있다면 다른 모든 원자들도 따라서 같은 상태로 움직이고 싶어 하는 것이다. 그 운동에는 어떤 경직성(rigidity)이 있어서 독립적인 입자의 경우에 생기는 불규칙한 난류이 형태로 움직임을 깨뜨릴 수가 없다. 보즈 입자로 이루어진 액체는 모든 입자들이 같은 상태로 가려는 강한 경향이 있다. 고온에서는 많은 원자들을 여러 다른 상태들로 보낼 수 있을 만큼 열에너지가 충분하기 때문에 이 같은 협력적인 운동이 일어나지 않는다. 하지만 충분히 낮은 온도에선 헬륨 원자들이 모두 같은 상태로 가려 하는 순간이 갑자기 찾아온다. 헬륨이 초유동체(superfluid)가 되는 것이다. 한 가지 덧붙이자면, 이 현상은 헬륨의 동위 원소 중 원자량이 4인 것들에서만 볼 수 있다. 원자량이 3인 동위 원소는 개개의 원자가 페르미 입자이기 때문에 액체 상태에서 보통의 유체가 된다. 초유동체 현상은 4He에서만 일어나기 때문에 이는 분명히 보즈 입자인 알파 입자의 성질에 의한 양자역학적 효과이다.

## 용도

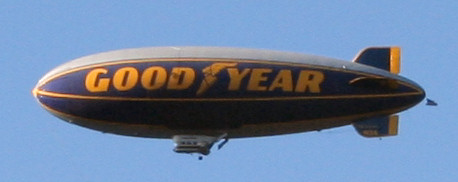
헬륨을 이용한 비행선

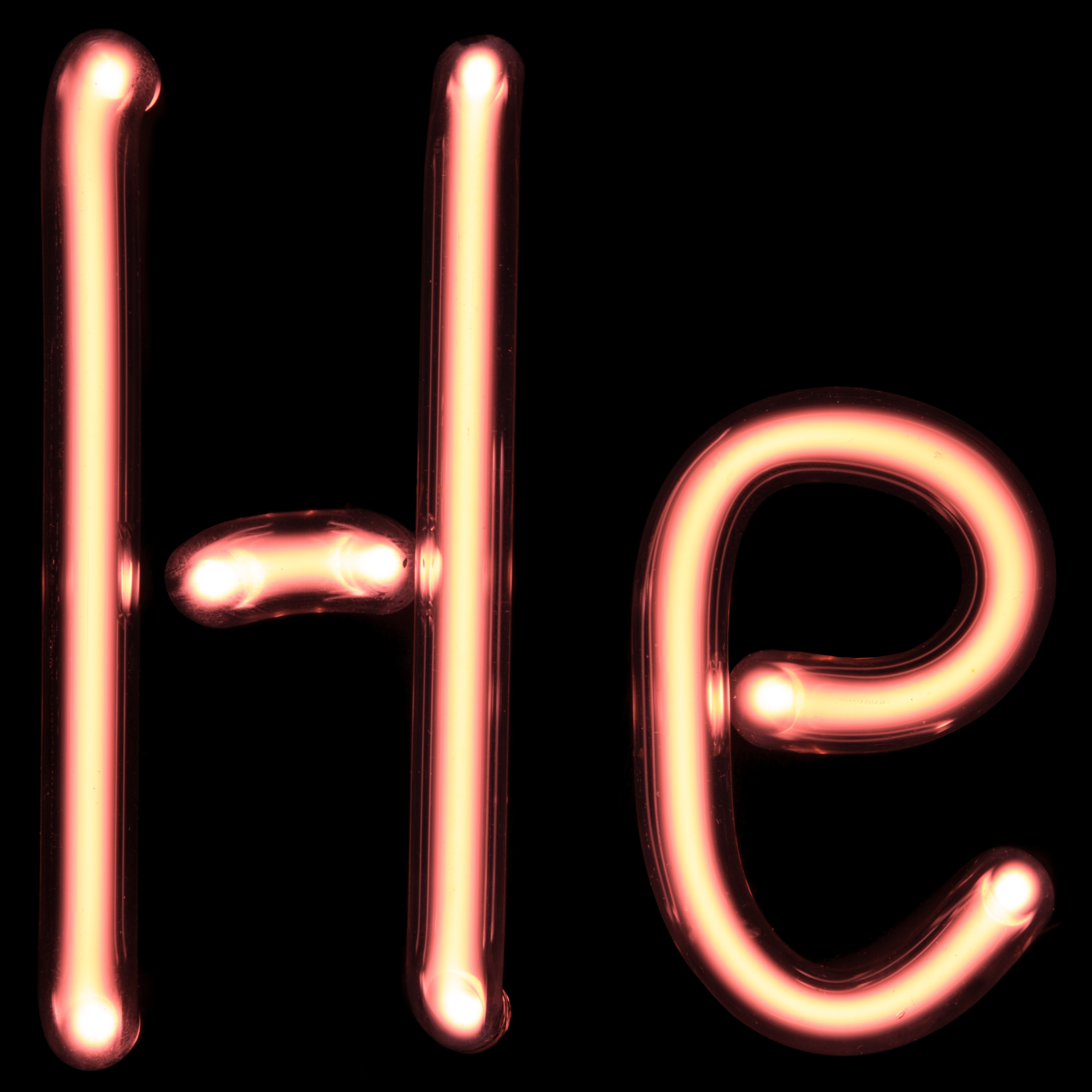
헬륨을 이용한 조명기구

공기보다 가볍고 비활성 기체임을 이용해 폭발하기 쉬운 수소 대신에 비행선, 풍선, 애드벌룬에 이용된다. 또, 심해 잠수부의 산소통의 질소 대체로 이용된다. 그 이유는 질소보다 헬륨이 혈액에 대한 용해도가 작아 잠수병을 예방할 수 있기 때문이다. 헬륨의 끓는점이 매우 낮은 것을 이용해 초저온 냉각제로 사용되기도 한다.
헬륨은 산화흔적이 남으면 안 되는 용접을 할 때 산소의 접근을 막기 위한 용도로 헬륨 환경을 조성한다. 반도체 등의 제작을 위해 플라즈마를 생성시킬 때 플라즈마의 균일한 정착을 위해 헬륨을 적정량 사용한다.
또한 목소리 변조에 사용되기도 하는데, 헬륨 가스에서는 공기 중에 비해 약 3배정도 전송 속도가 빠르기 때문에 약 10~20초정도 목소리의 음이 높아지는 현상이 발생한다. 단 많은 양을 마실 경우 질식할 수도 있으므로 주의해야 한다.
또 헬륨은 트리믹스에 사용되는데, 트리믹스는 압축 공기에서 질소의 비율을 줄이고 그만큼을 헬륨으로 채운 것이다. 헬륨은 용해도가 매우 낮기 때문에 압축 공기를 사용했을 때(30~40m)보다 더욱 깊이 잠수할 수 있다. 그러나 70m~80m 정도까지 내려가면 헬륨이 용해되어 헬륨 마취 현상이 일어난다.

## 핵융합
1H→3He→6Be→방사성 붕괴→4He→12C→16O→
20Ne→24Mg→28Si→56Fe

## 같이 보기
- 라이덴프로스트 효과